# Vázrajz
A vázrajz digitális és analóg földmérési munkarész. Külön szabályban meghatározott földmérési jogosultsággal rendelkező földmérő által készített, minden típusa esetében kötelezően ingatlanrendező jogosultságú földmérő (IRM) által ellenőrzött, az érdekelt felek rendelkezésére (és további felhasználására) bocsátott geodéziai munkarész. A vázrajz tartalmazza az érintett földrészletek minden adatát változás előtt, és változás utáni állapotban is, valamint a térképi állapot változását 0,5 mm vastag vonalakkal, amelyek a nyilvántartási térkép részét nem képező változások esetén szaggatottak (például szolgalmi sáv határoló vonalai).
Az ingatlantulajdonos – vagy az ingatlannal kapcsolatban érdekelt fél – változtatási szándékát fejezi ki. Földmérési jogosultsággal rendelkező magánszemély, vagy cég készíti.
A 216. § (1) alapján a szerződést akár szóban, akár írásban is meg lehet kötni, vagy ráutaló magatartással is. A földmérő szolgáltatást végez az ügyfél részére, a vázrajzot köteles az ügyfél megrendelésének megfelelően, illetve a jogszabályokat betartva elkészíteni.
Egy vázrajz elkészítéséhez a földmérő a jogosultságának igazolása és az adatszolgáltatási díj megfizetése mellett az illetékes körzeti földhivataltól megkapja a szükséges ingatlan-nyilvántartási adatokat, és egyéb munkarészeket. Csak ezek felhasználásával készíthető el a vázrajz. A körzeti földhivatal a vázrajzokat záradékolási díj ellenében műszakilag ellenőrzi, megvizsgálja a változásvezetésre alkalmasságát, a digitális állomány nyilvántartási rendszerbe illeszthetőségét, ezek után előzetes nyilvántartásba veszi, ez a záradékolás. A vázrajz tartalma a nyilvántartási térképen akkor jelenik meg, ha az ingatlan-nyilvántartásban is átvezették, azaz a tulajdoni lapra rákerül. Ekkor az adatbázissal összekötött térképen automatikusan jogerős ábrázolássá válik.

## Elkészítése
A vázrajz elkészítéséhez az ingatlan határainak ellenőrző bemérése és szükség szerint a közvetlen környezetének ellenőrző mérése is szükséges. A mérés tartalma, kiterjedése és műszaki követelményei a vázrajz típusától függnek.
A záradékolt vázrajz nem elegendő a változás átvezetéséhez, ahhoz további feltételeket ír elő a jogszabály (okirati elv). Az ingatlan-nyilvántartás tartalmában változással járó vázrajzok különböző speciális okiratokkal együtt nyújthatók be átvezetésre. A vázrajzok fajtáitól függően:
- A tulajdoni lap első részét érintő, vázrajzot igénylő változások
  - Művelési ág változáshoz a mezőgazdász engedélye
  - Építmény létesítéséhez jogerős használatbavételi engedély
- A tulajdoni lap második részét érintő változásoknál minden esetben szerződés
- A tulajdoni lap harmadik részét érintő változások közül csak a szolgalmi jog bejegyzéséhez szükséges vázrajz, ennek melléklete a megállapodás.

Az ingatlannyilvántartási térkép tartalmában csak a tulajdoni lapra bejegyzett változások alapján történik végleges változtatás. A záradékolt vázrajzok műszaki tartalma a térképi adatbázisba előzetesen beillesztésre kerül.

## Vázrajzok ellenőrzésére jogosult személyek
- Külön jogszabályban meghatározott képesítéssel rendelkező földmérési jogosultságúak
- Ingatlanrendező földmérő minősítéssel rendelkező földmérők
- GD-T Geodéziai Tervezői jogosultsággal rendelkező földmérők
- Megyei Földhivatalok szakfelügyelői saját megyéjükben.
- GD-SZ, SZGD Szakértői jogosultsággal rendelkező földmérők

## További ellenőrzési jogkörrel rendelkezők, panaszok kivizsgálása, minőségi /szakmai/ elbírálás
Ingatlanrendező földmérők esetében, ha az ellenőrzött munka szakmailag nem megfelelő, minőségtanúsítás nem megfelelően történt, számítási hibák vannak, akkor az Ingatlanrendező és minősítő bizottsághoz lehet fordulni a www.fomi.hu oldalon található információk alapján. Az ingatlanrendező minősítő bizottság fegyelmi eljárásban kivizsgálja az ügyet.
Hatósági vagy bírósági eljárásban ha a földmérő nem rendelkezik megfelelő jogosultsággal, vagy nem volt jogosult szakértői vélemény készítésére, illetve tanácsot adott, vagy véleményezett vázrajzot, úgy, hogy nem kamarai tag, illetve nem szerepel a Mérnök Kamara által vezetett szakértői nyilvántartásban, akkor a Kamara Fegyelmi és Etikai Bizottsága fegyelmi eljárást indít a földmérő ellen az 1996. évi kamarai törvény alapján.
Az építésügyi hatóság jogszabályban meghatározott esetekben tény, állapot, egyéb adat igazolása céljából Étv. 34 § /5/ bek. alapján
a tervezés elősegítése érdekében, vagy
az ingatlan adataiban bekövetkezett változásnak a külön jogszabályban meghatározottak szerint az ingatlan-nyilvántartásban történő átvezetéséhez
helyszíni szemle alapján hatósági bizonyítványt állít ki.

## Vázrajzok vizsgálata, záradékolása
Az ingatlan-nyilvántartási térkép tartalmát is érintő változás átvezetéséhez jogszabályban meghatározott változási vázrajz szükséges.
A körzeti földhivatal földmérési osztálya/csoportja a vázrajzot vizsgálja és záradékolja, valamint előzetesen átvezeti az ingatlan-nyilvántartási térképen. Tulajdonviszonyokat nem ellenőriz, csak szakmai, műszaki szempontokat, számításokat vizsgál, azaz azt, hogy a változási vázrajz adattartalma ellentmondás mentesen beilleszthető-e az állami alapadatok körébe, magyarul az ingatlan-nyilvántartási térképbe. A vázrajzokon nem szerepel az ingatlantulajdonos magánszemélyek családi és utóneve, sem a személyi adatai. Eljárás típustól függően a záradékolás után a földmérési osztály, csoport átadja a vázrajzokat az ingatlannyilvántartási osztálynak/csoportnak. A tulajdonviszonyokat, okiratokat az ingatlannyilvántartási osztály/csoport ellenőrzi.
A záradékolt és a hatóság által jóváhagyott vázrajzot a bejegyzéshez szükséges okirattal együtt kell benyújtani ingatlan-nyilvántartási átvezetésre, mellyel egyidejűleg a térképi átvezetés is megtörténik. Épület bontás esetén szükséges az önkormányzat által kiállított határozati jellegű okirat, amelyek lehetnek: bontási igazolás is, vagy egyes önkormányzatok hatósági bizonyítványt állítanak ki. Egyes településeken a jogerős bontási engedély közokiratra vezetik rá a "záradékot" , hogy az épületbontása megtörtént.
A földhivatal földmérési csoportja által végzett záradékolás általában 1 évig érvényes, kivétel ez alól a társasház alapító szintenkénti alaprajz. Ha az ügyfél egy éven belül nem nyújtja be ingatlan-nyilvántartási átvezetésre a vázrajzot, a hozzá tartozó okiratokkal együtt, akkor záradékérvényesítést kell kérni új záradékolási díj megfizetésével. (Kisajátítás esetén az újrazáradékolást csak 1 éven belül lehet kérni, utána már nem. A határidő elmulasztása esetén új vázrajzot kell készíteni.)
A Földhivatalok (az okirati elv alapján), csak okiratok alapján vezetik át a változásokat az ingatlannyilvántartásban. A földhivatal minden esetben határozatot, vagy egyszerűsített határozatot hoz, ehhez csatolja a földmérő által készített záradékolt vázrajzot, ajánlott-tértivevénnyel megküldi az ingatlantulajdonosnak, az általa megadott lakcímre. Ezért nagyon fontos a lakcímváltozás, minél hamarabbi bejelentése. Az ingatlannyilvántartási térkép tartalmában csak a bejegyzett változások alapján történik a végleges változtatás.
Ha az ingatlanügyi hatóság olyan változást észlel, amelyet nem jelentettek be, felszólítja a tulajdonost a változást tartalmazó munkarészek benyújtására. Ismételt mulasztás esetén az ingatlanügyi hatóság intézkedik a változás beméréséről. Az ingatlanügyi hatóság által elrendelt bemérésért a tulajdonos külön jogszabályban meghatározott díjat köteles fizetni, amelyet az ingatlanügyi hatóság határozattal állapít meg.
A földrészlet határvonalának változását elrendelő, megállapító vagy engedélyező államigazgatási és bírósági határozatokat – az ingatlanügyi hatóság által a helyrajzi számozás és a területszámítás helyessége szempontjából záradékolt – az alaptérkép méretarányában készített térkép (kisajátítási térkép, változási vázrajz) alapján kell meghozni. Az ingatlanügyi hatóság a változást a jogerős határozat alapján vezeti át.

## Fajtái
- Megvalósulási térképek (felmérési vázrajz, nem záradékköteles, a földhivatalok nem irattárazzák)
- kitűzési vázrajz („nyilvántartásba véve” záradékkal az irattárba kerül)
- változási vázrajz (záradékköteles, irattári anyag)

Egyéb sajátos célú földmérési és térképészeti munkák (11/1977. III. 11. MÉM) rendelet a kisajátítási terv elkészítéséről és felülvizsgálatáról).

## Külső hivatkozások

### Jogszabályok
- 1996. évi LVIII. törvény a tervező- és szakértő mérnökök, valamint építészek szakmai kamaráiról Archiválva 2013. június 18-i dátummal a Wayback Machine-ben
- 2012. évi XLVI. törvény a földmérési és térképészeti tevékenységről
  - 8/2018. (VI. 29.) AM rendelet az ingatlan-nyilvántartási célú földmérési és térképészeti tevékenység részletes szabályairól
  - 52/2014. (IV. 29.) VM rendelet a földmérő igazolványról, az ingatlanrendező földmérő minősítésről, valamint a földmérési szakfelügyelői feladatokról
  - 327/2015. (XI. 10.) Korm. rendelet az egyéb célú földmérési és térképészeti tevékenységgel összefüggő szakmagyakorlás részletes szabályairól
- 1997. évi CXLI. törvény az ingatlan-nyilvántartásról
- 2007. évi CXXIII. törvény a kisajátításról
  - 178/2008. (VII. 3.) Korm. rendelet a kisajátítási terv elkészítéséről, felülvizsgálatáról, záradékolásáról, valamint a kisajátítással kapcsolatos értékkülönbözet megfizetésének egyes kérdéseiről

- FVM rendelet, az építészeti-műszaki tervezési jogosultság részletes szabályairól. 34/2002. (geodéziai tervezésre vonatkozó részei)
- Változások 2010-ben
- Ingatlanrendező földmérői tevékenység Archiválva 2021. augusztus 29-i dátummal a Wayback Machine-ben

### További hivatkozások
- Földmérési és távérzékelési Intézet
- F2 szabályzat Archiválva 2010. február 1-i dátummal a Wayback Machine-ben
- Földhivatali portál címe
- Magyar Mérnöki Kamara
- Magyar Mérnök újság
- A földhivatali eljárás szabályai
- Mérnökújság, 2005. január, építési jogszabályok földmérő szemmel
- Földügyi fogalomtár – Letölthető .pdf fájl[halott link] kB.100. oldaltól.
- BME-kamara
- Vázrajz minták, kérelem minták, ingyenes szerkesztő program

A változási vázrajz és fajtái
4. §
(1) Közigazgatási egységek határvonalának változásával összefüggő változási vázrajz fajtái:
a) az államhatár változásával összefüggő változási vázrajz, valamint
b) a közigazgatási határ – ideértve a megyehatár, a település, kerületenkénti ingatlan-nyilvántartási egység
esetében a kerület, valamint a fekvés határ – változásával összefüggő változási vázrajz.
(2) Földrészlet határ változásával összefüggő változási vázrajz fajtái:
a) a telekalakítással összefüggő változási vázrajzok;
b) kisajátítási változási vázrajz, továbbá
c) a felmérési, térképezési vagy területszámítási hiba kijavítására irányuló változási vázrajz.
(3) Földrészleten belüli állami alapadatok változásával összefüggő változási vázrajz fajtái:
a) jog bejegyzésére és törlésére szolgáló változási vázrajz;
b) tény feljegyzésére és törlésére szolgáló változási vázrajz;
c) épületek, építmények feltüntetésével, vagy megszüntetésével, illetve önálló ingatlanná alakításával összefüggő
változási vázrajz;
d) egyéb önálló ingatlanok esetén az ingatlan-nyilvántartásról szóló 1997. évi CXLI. törvényben (a továbbiakban:
Inytv.) előírt alaprajz;
e) a művelési ág változásával összefüggő változási vázrajz;
f ) az Fttv. 14. § (8) bekezdés szerinti kitűzéssel kapcsolatos változási vázrajz.
(4) Változási vázrajzként kell kezelni az állami ingatlan-nyilvántartási térképi adatbázis tartalmában változást nem
eredményező alábbi változási vázrajzokat:
a) kitűzési vázrajz;
b) használati megosztási vázrajz;
c) jogok és jogi jellegek feljegyzéséhez szükséges vázlatok.